# Amara shantzi
Amara shantzi är en skalbaggsart som beskrevs av Thomas Casey. Amara shantzi ingår i släktet Amara och familjen jordlöpare. Inga underarter finns listade i Catalogue of Life.